# Dandenong Ranges
Dandenong Ranges är kullar i Australien. De ligger i delstaten Victoria, omkring 35 kilometer öster om delstatshuvudstaden Melbourne.
Dandenong Ranges sträcker sig 13,7 km i nord-sydlig riktning. Den högsta toppen är Mount Dandenong, 1 276 meter över havet.
I omgivningarna runt Dandenong Ranges växer i huvudsak städsegrön lövskog. Runt Dandenong Ranges är det ganska tätbefolkat, med 222 invånare per kvadratkilometer. Genomsnittlig årsnederbörd är 1 244 millimeter. Den regnigaste månaden är juli, med i genomsnitt 140 mm nederbörd, och den torraste är januari, med 49 mm nederbörd.